# Ādams Alksnis
Pour les articles homonymes, voir Alksnis.
Ādams Alksnis (né le 10 mars 1864 à Vecalkšṇi, en Lettonie, alors dans l'Empire russe et mort le 21 mars 1897 à Riga) est un peintre letton, sujet de l'Empire russe. Ses tableaux sont exposés en majorité au Musée national des arts de Lettonie. Il est l'un des premiers artistes russes à peindre des scènes champêtres et à s'inspirer des personnages de la mythologie lettonne pour ses œuvres.

## Biographie
D'origine paysanne, Ādams Alksnis passe son enfance à Rūjiena où son père tient une librairie. Après l'école de Rūjiena, il poursuit sa scolarité à Riga, à l'école d'artisanat allemande. En 1883, il s'inscrit à l'Académie russe des beaux-arts en tant qu'auditeur libre et commence à participer aux expositions. Les difficultés financières le contraignent à plusieurs reprises à interrompre ses études et rentrer à Rūjiena afin de gagner un peu d'argent. Il obtient son diplôme seulement en 1892.
L'artiste meurt à Riga d'un sepsis, contracté à la suite d'une opération des sinus. Il est inhumé au cimetière de Rūjiena. De son œuvre, seuls quinze huiles sur toile nous[Qui ?] sont parvenus, mais la majeure partie de son héritage est composée de dessins et aquarelles répartie entre plusieurs musées de Lettonie.

## Œuvres

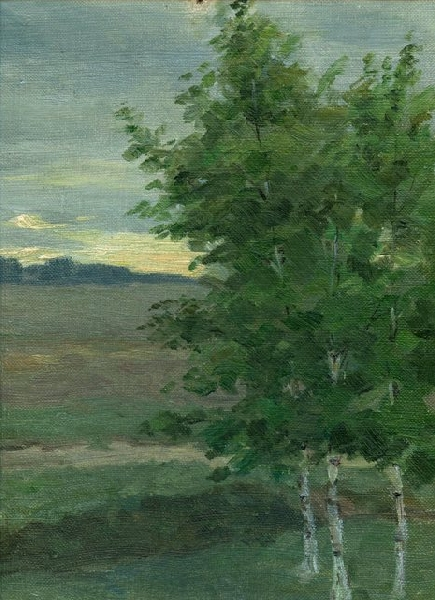
Etude avec des bouleaux, peinture.
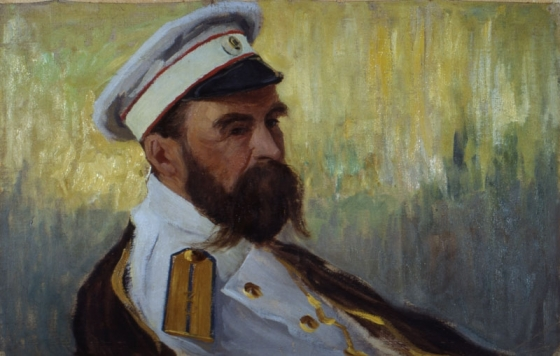
Portrait d’un aide-soignant militaire, peinture.
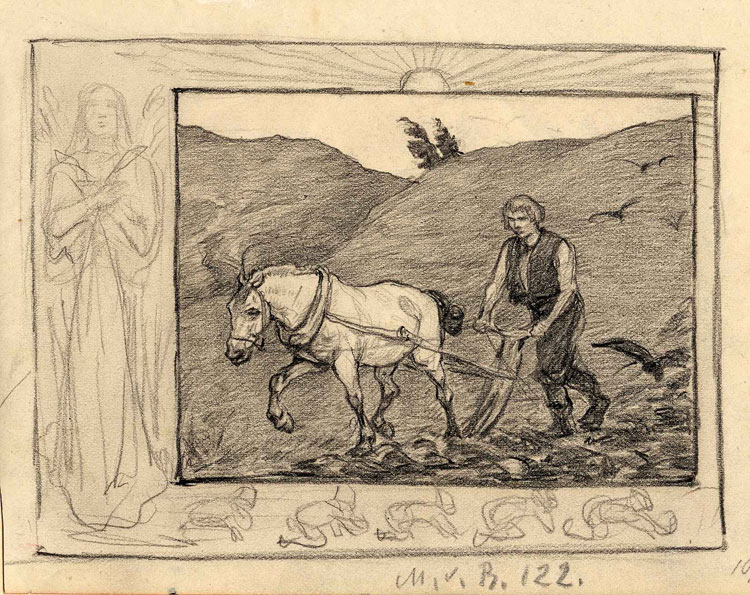
Aulne Araj avec un cheval blanc, dessin.